# میشل لیپرت
میشل لیپرت (به آلمانی: Michael Lippert) (زاده ۲۴ آوریل ۱۸۹۷ - مرگ ۱ سپتامبر ۱۹۶۹) یک نظامی آلمانی در دوره رایش سوم بود.
وی در ژوئن ۱۹۳۰ به حزب نازی آلمان پیوست و در مارس ۱۹۳۱ به عضویت در سازمان اس‌اس نیز درآمد. او از ژوئیه تا اوت ۱۹۳۶ میلادی فرمانده اردوگاه مرگ زاخسنهاوزن بود.